# Fredrik Stoor
Fredrik Stoor (Stoccolma, 28 febbraio 1984) è un ex calciatore svedese, di ruolo difensore.

## Carriera

### Club
Terminato il prestito al Lillestrøm, Stoor fece ritorno al Vålerenga. Il 7 gennaio 2013, però, rescisse l'accordo che lo legava a quest'ultimo club. Poche ore dopo fu ufficiale il suo ritorno al Lillestrøm, firmando un contratto annuale. Il 23 gennaio 2014 passò ai danesi del Viborg, a parametro zero. L'anno successivo torna in Svezia per firmare con il Brommapojkarna, appena retrocesso in Superettan.